# NGC 1254
NGC 1254 este o galaxie lenticulară situată în constelația Balena. A fost descoperită în 9 septembrie 1864 de către Albert Marth.